# أبراج الكويت
أبراج الكويت هي ثلاثة أبراج على ساحل الخليج العربي في مدينة الكويت في منطقة تسمى رأس عجوزة، تقع على شاطئ الخليج العربي مقابل قصر دسمان في منطقة شرق بمدينة الكويت.
صمم الأبراج مكتب ليندستروم الهندسي في السويد ونفذت المشروع شركة انيرجوبروجيكت اليوغوسلافية. بنيت في عام 1975 وافتتحت رسميًا في 1 مارس من عام 1979، ويصل ارتفاع البرج الرئيسي إلى 187 مترا. تعتبر من أبرز معالم الكويت وتمثل رمز من رموز النهضة المعاصرة ودليل تقدمها وارتقائها.
في عام 1980 فازت الأبراج بجائزة آغا خان للعمارة الإسلامية، وقد شرحت اللجنة التي اختارت الأبراج ذلك بأن بناء هذه الأبراج هي محاولة دمج التقنيات الحديثة والقيم الجمالية والاحتياجات الوظيفية والخدمات الاجتماعية في منشأة واحدة.
وفي يوم 31 ديسمبر 2001 تم إطفاء الأنوار في أبراج الكويت وذلك لتوديع عام 2001 الذي كانت فيه الكويت عاصمة للثقافة العربية.
في 1 أغسطس 2007 أعلن الرياضي علي العيدان بأنه يسعى إلى تحطيم رقمه القياسي السابق في ركوب الأدراج وذلك بركوبه أدراج الأبراج تخليدا لذكرى شهداء الكويت في 2 أغسطس، وقد كان في عام 2006 قد صعد الأدراج التي تعادل 45 طابقا بارتفاع 175 متر في أربعة دقائق وثلاثين ثانية.
في يوم 14 نوفمبر 2007 أعلنت رابطة السكر الكويتية بأنها ستحتفل بمناسبة يوم السكر العالمي بإضاءة أبراج الكويت بمشاركة 100 معلم عالمي، سيتم إضاءة الأبراج باللون الأزرق.
في يوم 5 مارس 2009 انطلق رالي الكويت 2009 من أمام الأبراج.

## فكرة الأبراج
كانت فكرة الأبراج قد بدأت في عام 1963، ولكنها توقفت، وعاودت الظهور مرة أخرى في عام 1968، وقد بدأ البناء في عام 1975 لتفتح رسميا في عام 1979 ، وتعود فكرة إنشاء أبراج الكويت إلى الشيخ جابر الأحمد الصباح عندما احتاجت في ذلك الوقت وزارة الكهرباء والماء بناء خزانات مياه ضخمه بديلة عن الخزانات الحديدية القديمة.

## تصميم الأبراج
صممت أبراج الكويت لتتماشى مع معالم الكويت التراثية، فالبرج الأكبر والرئيسي والذي يحمل الكرتين يدل على " المبخر "، والبرج الثاني الذي يحمل كرة واحدة يدل على "المرش "، أما البرج الثالث الأصغر يدل على " المكحلة، وأضيفت صحون تكسو الكرات تبلغ عددها خمسة وخمسون ألف صحن مصنوعة من الحديد الزهر المزجج (المطلي بالصيني) بثمانية ألوان زاهية تناغما مع السماء والبحر.

### البرج الرئيسي

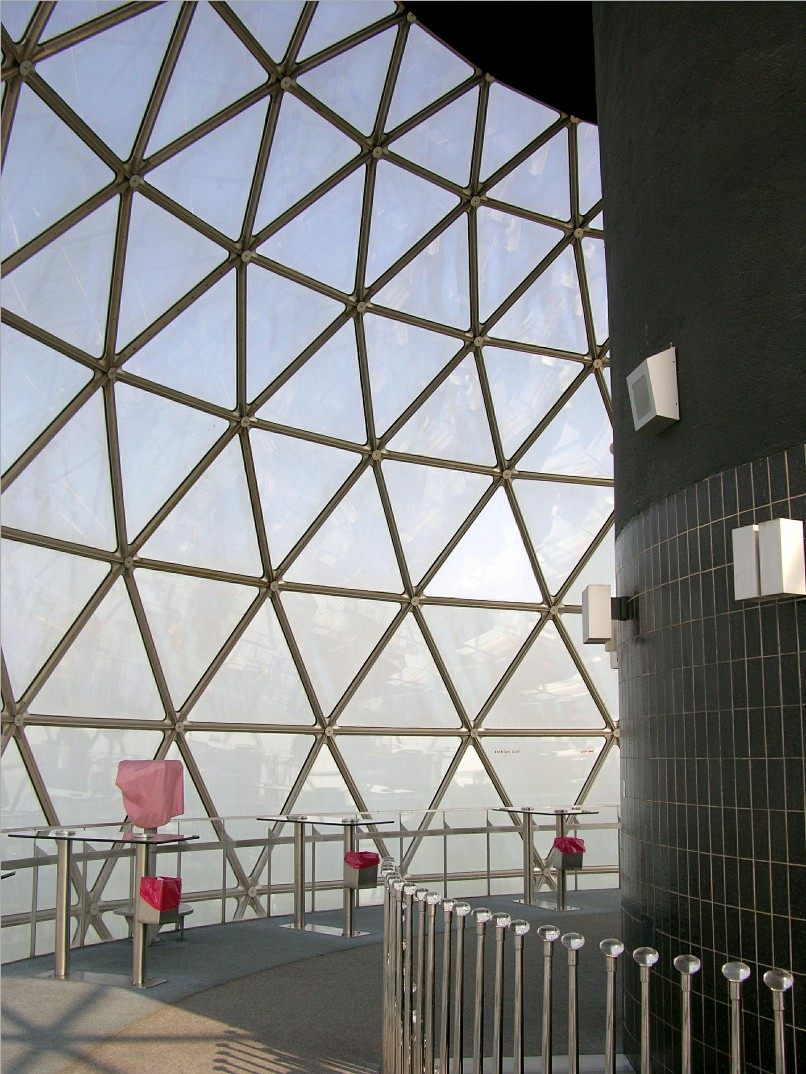
منظر داخلي لأحد قاعات أبراج

يبلغ ارتفاعه 187 متر عن سطح البحر ويتكون من كرتين حيث يوجد بالطابق الأرضي قاعة استقبال فخمة وقاعة الرويال كوفيه كما توجد قسم الطلبات الخارجية وقاعة التدريب. يتكون من كرة عليا وهي الكرة الكاشفة وتدور دورة كاملة حول نفسها كل نصف ساعة مطلعة الزوار على مناظر الكويت، كما يحتوي البرج على مصعدين سريعين لنقل الزوار من الأرض إلى الكرة الكاشفة على ارتفاع 133 مترا في 35 ثانية.، ويبلغ قطر البرج عند الأرض 20 متر، ويحتوي البرج على خزان للمياه يتسع لمليون غالون من المياه.
أما الكرتين فهما عبارة عن:
الكرة الأولى الرئيسية:
- تشمل مطعم الأفق
- مقهى اللو كافيه
- الواحة قاعة دسمان
- الواحة

الكرة الثانية: (الكرة الكاشفة)
تنقسم إلى قسمين:
- القسم الأول «ثابت»: ارتفاعها 120 متر عن سطح البحر.
- القسم الثاني «المتحرك»: ارتفاعها 123 متر وتدور دورة كاملة كل نصف ساعة كما يوجد محل هدايا وكافيتيريا تقدم فيها المشروبات والوجبات الخفيفة والسريعة ويتميز هذا القسم بوجود تليسكوب لمشاهدة المعالم المحيطة حول الأبراج ومناطق الكويت والجزيرة الخضراء وقصر دسمان.

### البرج الأوسط
وهو خزان للمياه يبلغ ارتفاعه 147 مترا ويتسع لمليون غالون مكعب، ويبلغ قطره عند الأرض 18 متر.

### البرج الأصغر
برج مخصص للتحكم بتوصيل الكهرباء للمنطقه المحيطة وضواحيها ويبلغ ارتفاعه 113 مترا ويزود البرجين الأخرى ين بالكهرباء اللازمة للإنارة عن طريق كشافات قويه مثبته فيه ويصل عددها حوالي 100 كشاف، ويبلغ قطره عند الأرض 12 متر.

## الغزو العراقي للكويت
أعيد افتتاح الأبراج في 26 ديسمبر 1992 بعد أن تعرضت في الغزو العراقي للكويت للتخريب والسلب والدمار ، وقد كانت نسبة الدمار التي أصابت الأبراج 70%، وقد تم إتلاف الأجهزة الفنية والمعدات وكسر الزجاج وإحراق الأدوار وقطع كيابل الكهرباء، وقد قدرت الخسائر بمليوني دينار كويتي، وبعد تحرير الكويت من الغزو شكلت شركة المشروعات السياحية لجنة لتقييم الأضرار وإعادة المرافق إلى سابق عهدها وقد تم إيصال التيار الكهرباء لها بعد تصليح وصيانة المحطات الكهربائية وشبكة المياه.
وقد شملت عمليات الإصلاح صبغ الأبراج من الخارج وإعادة ترميمها من الداخل وتبديل الأثاث والديكور وزراعة الحدائق وتوفير الأجهزة والمعدات ولوازم مطاعم الأبراج، وفي يوم 26 ديسمبر 1992 قام وزير المالية ووزير التخطيط ناصر الروضان بإعادة افتتاح الأبراج.

## وصلات خارجية
- الموقع الرسمي لأبراج الكويت